# Robert Lassalle-Séré
Pour les articles homonymes, voir Lassalle et Séré.
Robert Lassalle-Séré, né le 26 novembre 1898 et mort le 10 mai 1958, est un homme politique français.

## Détail des fonctions et des mandats
Mandat parlementaire
- 29 mai 1949 - 15 mars 1953 : Sénateur de l'Océanie